# Neantes
Neantes (en llatí Neantes, en grec antic Νεάνθης) fou un historiador grec nascut a Cízic, a la Propòntida, que vivia a la meitat del segle iii aC.
Va ser deixeble del milesi Filisc, que al seu torn havia estat deixeble d'Isòcrates d'Atenes. Encara que va escriure nombroses obres quasi totes d'història, molt poc s'ha conservat, cosa que fa difícil d'apreciar-ne els mèrits.
Els diversos autors que el citen semblen confiar en l'exactitud de les seves informacions, com ara Diògenes Laerci i Ateneu de Naucratis i alguns dels primers escriptors cristians, entre d'altres.
Vossius dona alguns dels seus títols:
- Memòries del rei Àtal.
- Hel·lènica.
- Vides d'homes il·lustres.
- Pythagorica.
- Τὰ κατὰ πόλιν μυθικά.
- Sobre la purificació.
- Annals.
- Probablement una història de Cízic, segons es dedueix d'una cita d'Estrabó.
- περὶ κακοζηλίας ρητορικῆς.
- Diversos Panegírics.[1]